# Circuito de Guecho

El Circuito de Guecho (oficialmente: Circuito de Getxo) es una carrera ciclista de un día que se celebra anualmente en la localidad vizcaína de Guecho y sus alrededores; el 31 de julio, festividad de San Ignacio, coincidiendo con las fiestas de la localidad (excepto cuando coincide con la Clásica de San Sebastián en la que esta carrera cambia sus fechas tradicionales). Desde 2001 se llama también Memorial Ricardo Otxoa, en recuerdo del ciclista local formado en el club y fallecido tras ser arrollado por un automóvil durante unos entrenamientos con su hermano Javier.

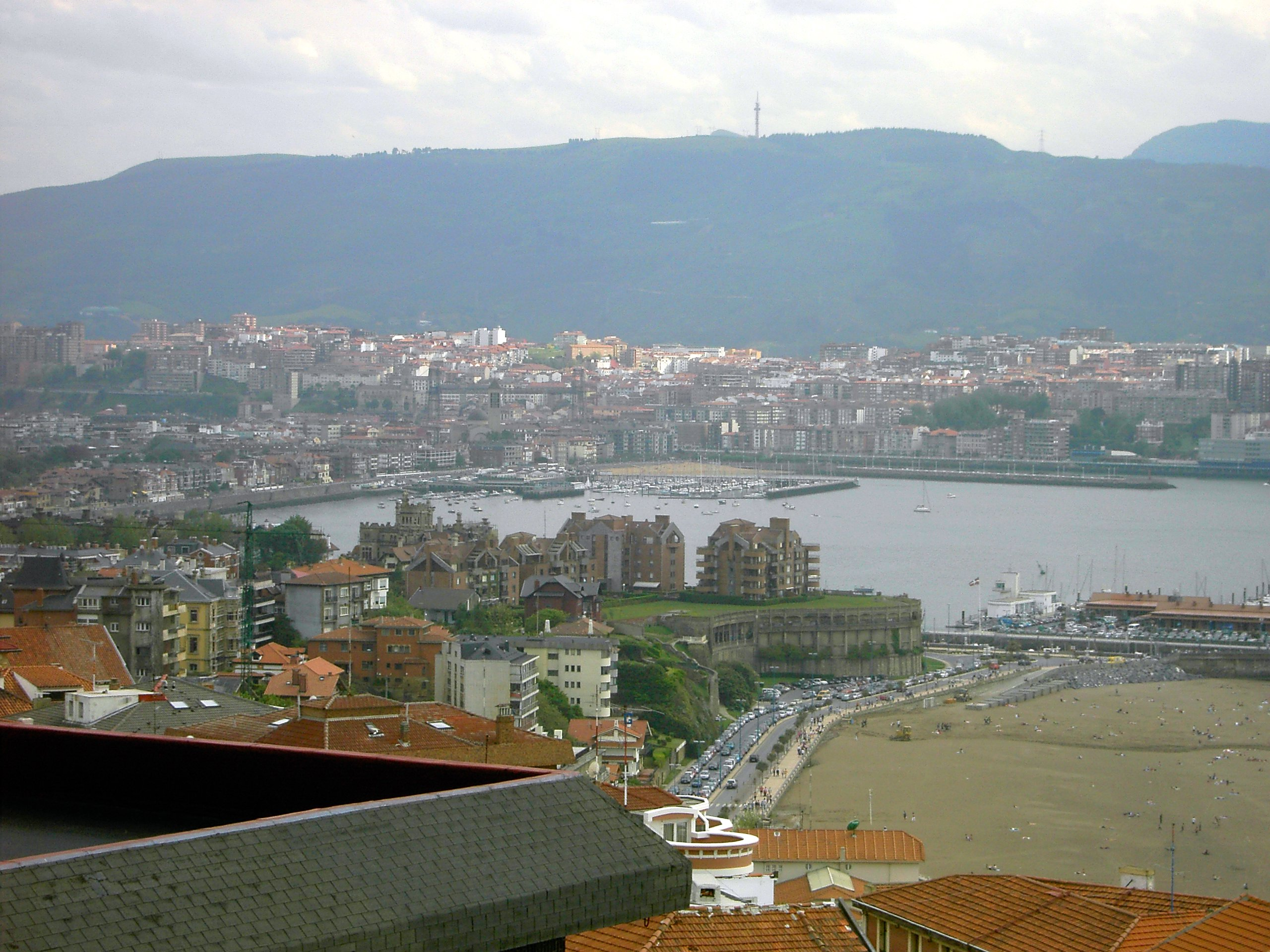
Vista de la playa de Ereaga, con Neguri y las Galerías de Punta Begoña en Arriluze.

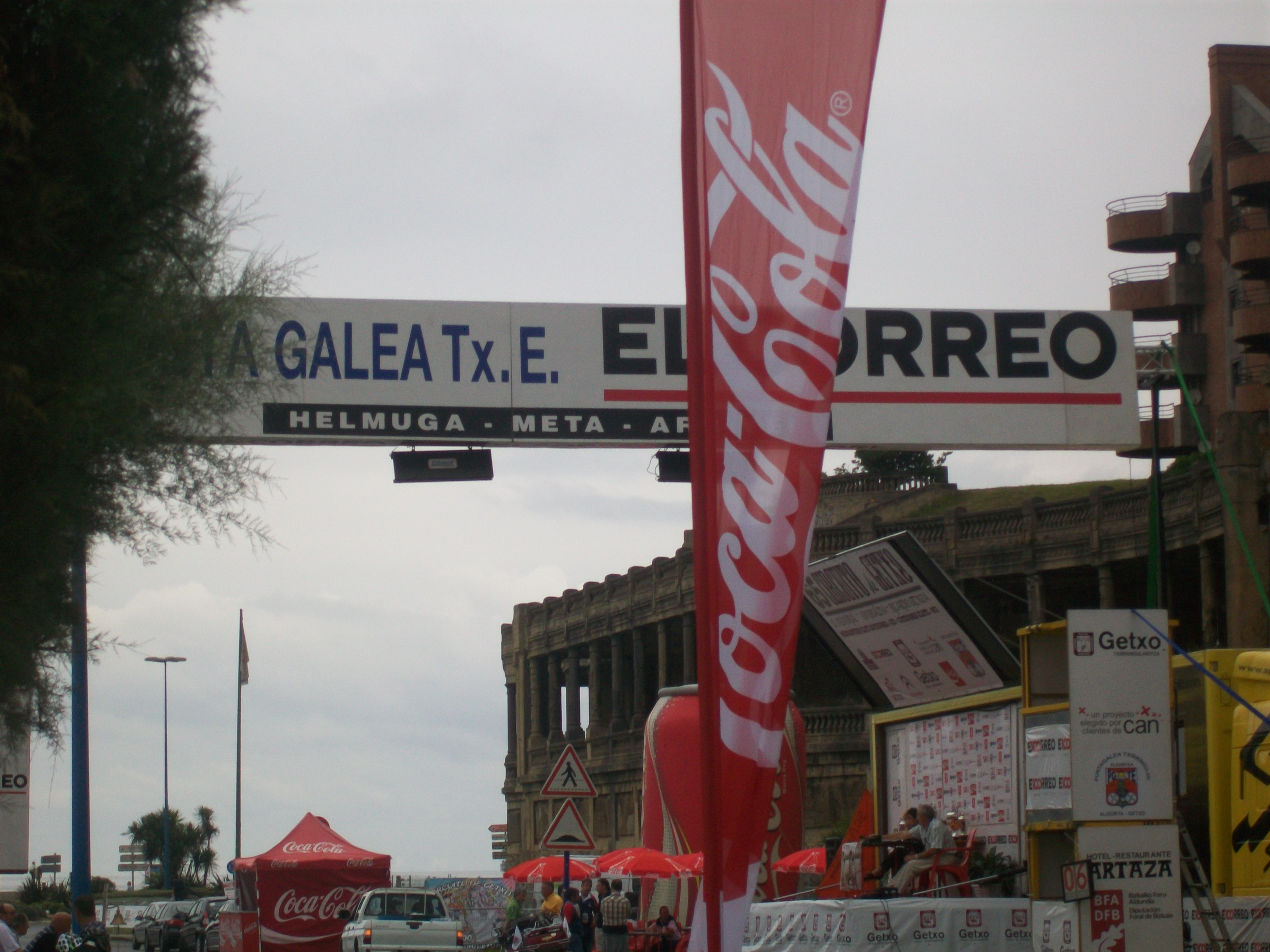
Meta tradicional frente a las Galerías de Punta Begoña.

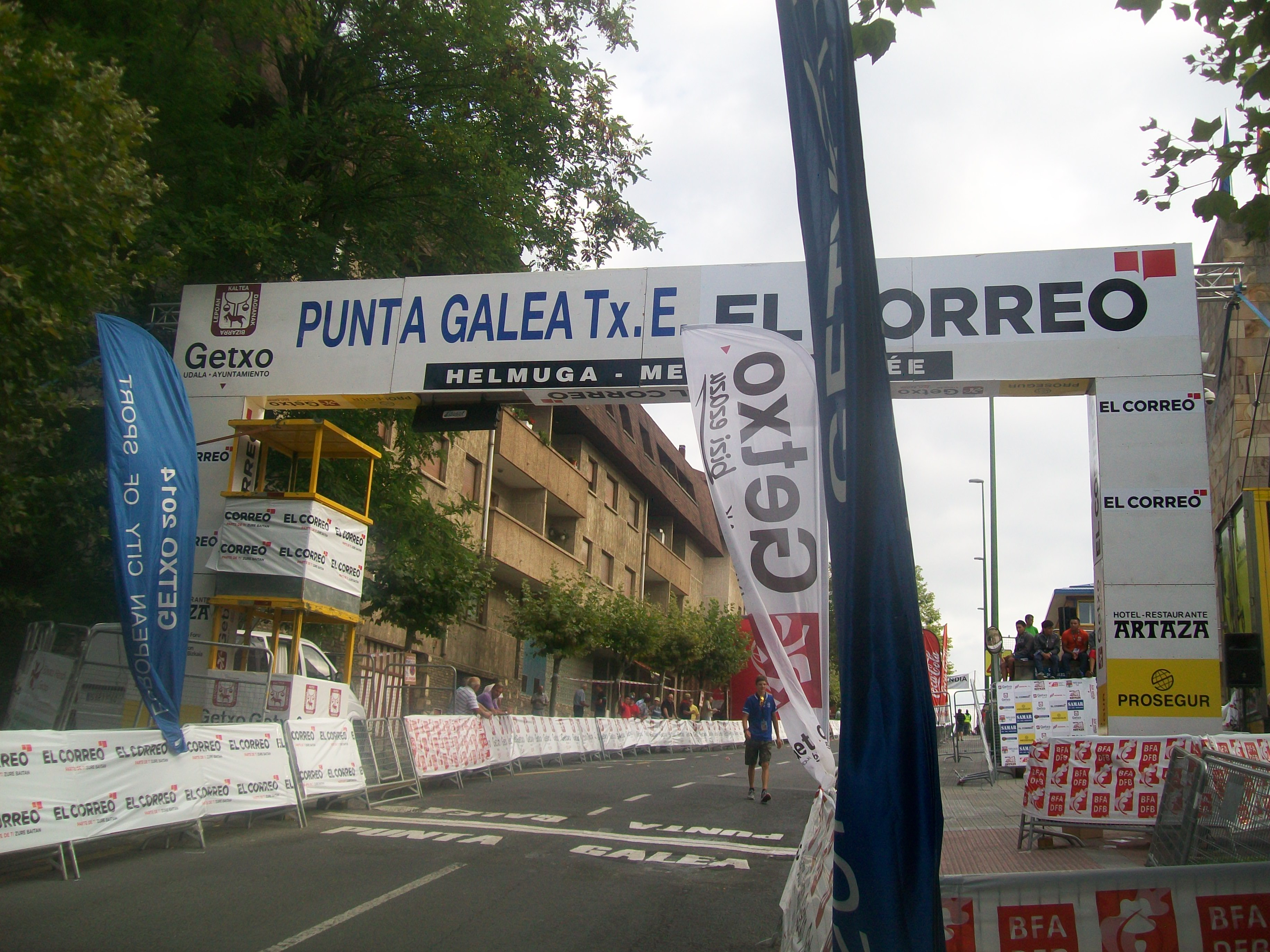
Nueva meta desde 2011 situada al finalizar la cota Txomintxu-Arkotxa.

Se disputó por primera vez en 1924. Fue pasando por las categorías 1.4 y 1.3 respectivamente hasta que desde la creación de los Circuitos Continentales UCI en 2005 empezó a formar parte del UCI Europe Tour, dentro de la categoría 1.1. 
Desde 1987 es organizadada por la S. C. Punta Galea, el equipo ciclista de cantera del municipio.

## Recorrido
Es una de los pocas carreras en Europa con formato de circuito urbano. Se trata de una prueba de un solo día (clásica), disputada en un circuito urbano eminentemente llano de 16,85 km (con la única dificultad de la subida a Txomintxu, una rampa de poco más de 700 metros al inicio del circuito) al que los últimos años se daban 11 vueltas para completar una distancia total de 185 km, habitualmente a una gran velocidad en torno a los 45 km/h. El recorrido transcurre eminentemente por las calles de Guecho, aunque también pasa por Berango y Lejona.
El ganador se decide habitualmente al sprint en la recta de meta situada en el muelle de Arriluze de Neguri, junto a las Galerías de Arriluze (también llamadas de Punta Begoña) y la playa de Ereaga y cerca del Palacio Lezama-Leguizamón.
Sin embargo en la edición del 2011 cambió su final habitual situando la meta tras la subida a Txomintxu que junto un pequeño cambio situó el kilometraje de cada vuelta en 17 km exactos (desde esa edición de la nueva meta se dan 10 vueltas al circuito para totalizar 170 km).

## Palmarés
| Año                               | Ganador                     | Segundo                       | Tercero                       |
| --------------------------------- | --------------------------- | ----------------------------- | ----------------------------- |
| 1924                              | Domingo Gutiérrez           | Segundo Barruetabeña          | Miguel Serrano                |
| 1925                              | Francisco Cepeda            | Remigio Loroño                | Jacinto Suarez                |
| 1926                              | Segundo Barruetabeña        | Francisco Cepeda              | Domingo Gutiérrez             |
| 1927                              | Dióscoro Alonso             | Domingo Gutiérrez             | Ramón Abad                    |
| 1928                              | Manuel López                | Eduardo Fernández             | Claudio Zenon                 |
| 1929                              | Francisco Cepeda            | Jesús García                  | Eugenio Madrazo               |
| 1930                              | Mariano Cañardo             | Cesareo Sarduy                | Dionisio Fernández            |
| 1931-1933 ediciones no disputadas |                             |                               |                               |
| 1934                              | José Urdangarin             | Bernardo De Castro            | Ramón Ruiz Trillo             |
| 1935                              | Federico Ezquerra           | Antonio Escuriet              | Salvador Molina               |
| 1936-1939 ediciones no disputadas |                             |                               |                               |
| 1940                              | Federico Ezquerra           | José Félix Ezcauriaza         | Ángel Bilbao "Gorritxu"       |
| 1941                              | Julián Berrendero           | Ignacio Orbaiceta             | Fermín Trueba                 |
| 1942                              | Federico Ezquerra           | Martín Mancisidor             | Isidro Bejerano               |
| 1943                              | Martín Mancisidor           | Fernando Murcia               | Federico Ezquerra             |
| 1944                              | Julián Berrendero           | Martín Mancisidor             | Fermín Trueba                 |
| 1945                              | Cipriano Aguirrezabal       | Fermín Trueba                 | Miguel Lizarazu               |
| 1946                              | Cipriano Aguirrezabal       | Julián Aguirrezabal           | Miguel Lizarazu               |
| 1947                              | Miguel Gual                 | Bernardo Capó                 | Emilio Rodríguez Barros       |
| 1948                              | Juan Jáuregui               | Francisco Torres              | Francisco Michelena           |
| 1949                              | Jesús Loroño                | Pedro Lizaso                  | Jesús Morales Erostarbe       |
| 1950                              | Jesús Morales Erostarbe     | Martín Mancisidor             | Jesús Loroño                  |
| 1951                              | Óscar Elguezabal            | Jesús Morales Erostarbe       | Julián Aguirrezabal           |
| 1952                              | Óscar Elguezabal            | Cosme Barrutia                | Jesús Morales Erostarbe       |
| 1953                              | Hortensio Vidaurreta        | Óscar Elguezabal              | Cosme Barrutia                |
| 1954                              | Cosme Barrutia              | Hortensio Vidaurreta          | Ponciano Arbelaiz             |
| 1955                              | Cosme Barrutia              | Tomás Oñaederra               | Antón Barrutia                |
| 1956                              | Antonio Ferraz              | Felipe Alberdi                | José Aguirregomezcorta        |
| 1957                              | Hortensio Vidaurreta        | Juan José Otegui              | José Ramón Azcárate           |
| 1958                              | Fausto Iza                  | Antonio Karmany               | Julio San Emeterio            |
| 1959                              | Roberto Morales             | Juan Manuel Menéndez Gómez    | Antón Barrutia                |
| 1960                              | Jacinto Urrestarazu         | José Segú                     | Fausto Iza                    |
| 1961                              | Antón Barrutia              | Julio San Emeterio            | Juan Campillo                 |
| 1962                              | Roberto Morales             | José Pérez Francés            | José Antonio Momeñe           |
| 1963                              | Manuel Martín Piñera        | José Antonio Momeñe           | Candelas Domínguez            |
| 1964                              | Sebastián Elorza            | Jacinto Urrestarazu           | José Luis Bilbao Ereñozaga    |
| 1965                              | Antonio Gómez del Moral     | Manuel Martín Piñera          | Eusebio Vélez                 |
| 1966                              | Antonio Gómez del Moral     | Carlos Echeverría             | Gregorio San Miguel           |
| 1967-1979 ediciones no disputadas |                             |                               |                               |
| 1980                              | Felipe Yáñez                | Héctor Raúl Rondán            | Imanol Murga                  |
| 1981                              | Marino Lejarreta            | Fede Etxabe                   | Ángel Camarillo               |
| 1982                              | Juan Carlos Alonso Derteano | José Luis López Cerrón        | Felipe Yáñez                  |
| 1983                              | Carlos Hernández Bailo      | Faustino Cueli Arce           | Jesús Blanco Villar           |
| 1984                              | Jesús Guzmán Delgado        | Alfonso Gutiérrez             | Sabino Angoitia               |
| 1985                              | Antonio Esparza             | Mathieu Hermans               | Fede Etxabe                   |
| 1986 edición no disputada         |                             |                               |                               |
| 1987                              | Fede Etxabe                 | Antonio Balboa Rico           | Alberto Leanizbarrutia        |
| 1988                              | José Luis Villanueva        | Peter Huyghe                  | Melcior Mauri                 |
| 1989                              | John Talen                  | Edwin Bafcop                  | Casimiro Moreda               |
| 1990                              | Víctor Gonzalo              | Alfonso Gutiérrez             | Jean-Pierre Heynderickx       |
| 1991                              | Adrie van der Poel          | Kenneth Weltz                 | Juan Carlos González Salvador |
| 1992                              | Mathieu Hermans             | Johan Museeuw                 | Mario Manzoni                 |
| 1993 edición no disputada         |                             |                               |                               |
| 1994                              | Orlando Rodrigues           | Juan Carlos González Salvador | José Rodríguez                |
| 1995                              | Miika Hietanen              | Manuel Fernández Ginés        | Christian Henn                |
| 1996                              | Arsenio González            | Serguéi Smetanin              | Ángel Edo                     |
| 1997                              | Jeremy Hunt                 | Ángel Edo                     | Serguéi Smetanin              |
| 1998                              | Marcel Wüst                 | Jeremy Hunt                   | Óscar Freire                  |
| 1999                              | Jesper Skibby               | Michel Lafis                  | Paco Mancebo                  |
| 2000                              | César García Calvo          | Alessandro Bertolini          | Rafael Díaz Justo             |
| 2001                              | Alessandro Bertolini        | Francisco Cabello Luque       | Koos Moerenhout               |
| 2002                              | Martin Elmiger              | Pável Brutt                   | Jan Hruška                    |
| 2003                              | Roberto Lozano              | Martin Elmiger                | Tino Zaballa                  |
| 2004                              | Gert Vanderaerden           | Tino Zaballa                  | Javier Pascual Rodríguez      |
| 2005                              | David Fernández Domingo     | Rubén Lobato                  | David Herrero                 |
| 2006                              | Mikel Gaztañaga             | Carlos Torrent                | Javier Benítez Pomares        |
| 2007                              | Vicente Reynés              | Takashi Miyazawa              | José Joaquín Rojas            |
| 2008                              | Reinier Honig               | Koldo Fernández de Larrea     | Enrique Mata                  |
| 2009                              | Koldo Fernández de Larrea   | Juan Pablo Forero             | Mikel Gaztañaga               |
| 2010                              | Francisco José Pacheco      | Andrea Piechele               | Francisco Antón               |
| 2011                              | Juanjo Lobato               | Stéphane Poulhiès             | Joaquim Rodríguez             |
| 2012                              | Giovanni Visconti           | Danilo Di Luca                | Enrique Sanz                  |
| 2013                              | Juanjo Lobato               | Armindo Fonseca               | Egoitz García                 |
| 2014                              | Carlos Barbero              | Luca Chirico                  | Pello Bilbao                  |
| 2015                              | Nacer Bouhanni              | Juanjo Lobato                 | Carlos Barbero                |
| 2016                              | Diego Ulissi                | Simon Yates                   | José Herrada                  |
| 2017                              | Carlos Barbero              | Ángel Madrazo                 | José Herrada                  |
| 2018                              | Alex Aranburu               | Carlos Barbero                | Jon Aberasturi                |
| 2019                              | Jon Aberasturi              | Alex Aranburu                 | Lorrenzo Manzin               |
| 2020                              | Damiano Caruso              | Giacomo Nizzolo               | Eduard Prades                 |
| 2021                              | Giacomo Nizzolo             | Giovanni Aleotti              | Santiago Buitrago             |
| 2022                              | Juan Ayuso                  | Andrea Piccolo                | Wilco Kelderman               |
| 2023                              | Alexéi Lutsenko             | Tony Gallopin                 | Simone Velasco                |
| 2024                              | Jon Barrenetxea             | Clément Champoussin           | Orluis Aular                  |
| 2025                              | Isaac Del Toro              | Juan Ayuso                    | Alex Aranburu                 |

## Palmarés por países
| País         | Victorias | Último vencedor           |
| ------------ | --------- | ------------------------- |
| España       | 60        | Jon Barrenetxea en 2024   |
| Italia       | 5         | Giacomo Nizzolo en 2021   |
| Países Bajos | 4         | Reinier Honig en 2008     |
| Portugal     | 1         | Orlando Rodrigues en 1994 |
| Finlandia    | 1         | Miika Hietanen en 1995    |
| Reino Unido  | 1         | Jeremy Hunt en 1997       |
| Alemania     | 1         | Marcel Wüst en 1998       |
| Dinamarca    | 1         | Jesper Skibby en 1999     |
| Suiza        | 1         | Martin Elmiger en 2002    |
| Bélgica      | 1         | Gert Vanderaerden en 2004 |
| Francia      | 1         | Nacer Bouhanni en 2015    |
| Kazajistán   | 1         | Alexéi Lutsenko en 2023   |
| México       | 1         | Isaac Del Toro en 2025    |